# Faith Evans
Faith Renée Evans (Lakeland, Florida, 10 juni 1973) is een Amerikaanse zangeres. Ze is ook bekend als de weduwe van The Notorious B.I.G.. In 1997 scoorde ze samen met Puff Daddy & 112 een wereldwijde nummer 1-hit met het nummer I'll be missing you, een eerbetoon aan The Notorious B.I.G. Ze scoorde ook bescheiden hits met Love like this en Georgy Porgy, een vertolking van een lied van Toto, waarvoor Evans samenwerkte met Eric Benét.

## Biografie
Faith Evans is geboren in Lakeland, Florida. Ze begon haar muzikale carrière als achtergrondzangeres bij Mary J. Blige, Color Me Badd en Tony Thompson. Halverwege de jaren 90 brak ze als solo-zangeres door in de Verenigde Staten.
Haar debuutalbum Faith wordt gezien als een klassieker binnen het Amerikaanse hip-hop/soul-genre, dat erg populair was in de jaren negentig. Na een ruzie met Mary J. Blige werden de vocals op het duet Love don't live here anymore van het album verwijderd. Het gerucht gaat dat Blige kwaad was op Evans en producer Puff Daddy, omdat hij van Evans een tweede Mary J. Blige zou willen maken. De singles You Used to Love Me en Soon as I Get Home werden grote hits.
Na de dood van The Notorious B.I.G. bracht Faith in 1998 het album Keep the faith uit, dat het goed deed in de Verenigde Staten. De singles Love like this en All night long waren ook populair in Europa. De ballad Never gonna let you go bereikte de eerste plaats in de Amerikaanse R&B-hitlijst.
Haar derde album Faithfully kwam uit in 2001, maar kreeg niet veel aandacht. De single I love you werd wel een van haar grootste hits in Amerika en bereikte net niet de hoogste positie in de R&B-chart. In 2003 speelde Evans een rol in de film The Fighting Temptations, samen met Beyoncé Knowles en Cuba Gooding jr. Evans nam voor de soundtrack het nummer Heaven knows op.
In 2005 kwam ze terug met een nieuw album: The first lady. Het daarvan afkomstige Mesmerized werd in Nederland, in een remix van Freemasons, een top 20-hit. De eerste single Again was ook populair.
Vanaf 2009 besteedde Evans veel aandacht aan haar gezin. Zo nu en dan duikt ze op om samen te werken met een artiest. In 2009 stond ze onder meer in de Amerikaanse hitlijsten met Can't last a day, een duet met zangeres Teena Marie.

## Discografie

### Singles
| Single met eventuele hitnotering(en) in de Nederlandse Top 40 | Datum van verschijnen | Datum van binnenkomst | Hoogste positie | Aantal weken | Opmerkingen                                                              |
| ------------------------------------------------------------- | --------------------- | --------------------- | --------------- | ------------ | ------------------------------------------------------------------------ |
| I'll Be Missing You                                           | 1997                  | 28-07-1997            | 1(9wk)          | 20           | met Puff Daddy & 112 / Nr. 1 in de Single Top 100                        |
| Love Like This                                                | 1998                  | 07-11-1998            | tip13           | -            | Nr. 79 in de Single Top 100                                              |
| All Night Long                                                | 1999                  | 10-04-1999            | tip18           | -            | met Puff Daddy / Nr. 78 in de Single Top 100                             |
| Georgy Porgy                                                  | 1999                  | 26-06-1999            | 33              | 4            | met Eric Benét / Nr. 33 in de Single Top 100                             |
| Heartbreak Hotel                                              | 2000                  | 13-01-2001            | 35              | 2            | met Whitney Houston & Kelly Price / Nr. 41 in de Single Top 100          |
| Mesmerized                                                    | 2005                  | 22-10-2005            | 12              | 17           | Freemasons-remix / Nr. 19 in de Single Top 100 / Dancesmash op Radio 538 |

| Single met hitnotering(en) in de Vlaamse Ultratop 50 | Datum van verschijnen | Datum van binnenkomst | Hoogste positie | Aantal weken | Opmerkingen                       |
| ---------------------------------------------------- | --------------------- | --------------------- | --------------- | ------------ | --------------------------------- |
| I'll Be Missing You                                  | 1997                  | 19-07-1997            | 1(6wk)          | 23           | met Puff Daddy & 112              |
| Georgy Porgy                                         | 1999                  | 10-07-1999            | tip15           | -            | met Eric Benét                    |
| Heartbreak Hotel                                     | 2000                  | 30-12-2000            | tip12           | -            | met Whitney Houston & Kelly Price |
| Hope                                                 | 2005                  | 09-04-2005            | tip9            | -            | met Twista                        |
| Again                                                | 2005                  | 14-05-2005            | tip15           | -            |                                   |
| Mesmerized                                           | 2005                  | 17-12-2005            | 22              | 13           | Freemasons-remix                  |
| Peace of Mind                                        | 2017                  | 14-10-2017            | tip             | -            | met Little Dragon                 |

### Albums
- Faith (1995)
- Keep the Faith (1998)
- Faithfully (2001)
- The First Lady (2005)
- Something About Faith (2010)
- Incomparable (2014)
- The King & I (2017, met The Notorious B.I.G.)

| Album met hitnotering(en) in de Vlaamse Ultratop 200 albums | Datum van verschijnen | Datum van binnenkomst | Hoogste positie | Aantal weken | Opmerkingen              |
| ----------------------------------------------------------- | --------------------- | --------------------- | --------------- | ------------ | ------------------------ |
| The King & I                                                | 2017                  | 27-05-2017            | 132             | 2            | met The Notorious B.I.G. |